# Círculo Rosarino de Actividades Subacuáticas
El Círculo Rosarino de Actividades Subacuáticas, o CRAS, es una asociación civil sin fines de lucro cuyo objetivo principal es la difusión de la práctica del buceo y actividades subacuáticas. Se han formado aquí más de 2500 buzos que se encuentran hoy descubriendo e investigando los misterios y las maravillas de los mares.
En el CRAS se dictan cursos de buceo de todos los niveles: buzo de aguas abiertas u open water, buzo avanzado, buzo de salvamento y rescate, dive master e intructores. También se pueden tomar clases de las especialidades de buceo como ser profundo, en altura, nocturno, confinado, pecios, en corriente, con mezclas de gases y traje seco. Todos los cursos se dictan en la ciudad de Rosario, Santa Fe.
A su vez, organiza frecuentemente actividades para mantener a la comunidad de buzos unida, actualizada y buceando de manera divertida, pero también segura.

## Historia
El CRAS fue creado en el año 1958 por sus cinco fundadores: Rafael Ranea, Oscar Arijón, Horacio Argelec, Miguel Sima y Tito Alonso, deseosos de descubrir y aprender todo lo posible sobre este deporte extremo. Sus primeros años de actividad estuvieron relacionados con las competencias de apnea y caza submarina, ya que poco se conocía en el país sobre el buceo autónomo.
El 2 de febrero de 1962 se conforma la Federación Argentina de Actividades Subacuáticas (FAAS), siendo el CRAS una de las 14 instituciones precursoras. La FAAS nace así con el objetivo de fiscalizar los campeonatos argentinos de apnea y caza submarina, interviniendo incluso en competencias internacionales.
El 18 de octubre de 1982, el CRAS fue fundado formalmente como una Asociación Civil sin fines de lucro, obteniendo la personería jurídica y se comienzan a dictar cursos de buceo autónomo bajo el mando de la Prefectura Naval Argentina, siendo la única institución en Rosario con capacidades para ello.
Finalmente, con la aparición de las certificadoras internacionales en el país y el gran avance de la tecnología, el buceo se ha transformado en un deporte recreativo, del cual todo el mundo puede disfrutar; es por ello que todos los cursos y clases de buceo del CRAS, se rigen por los estándares de la Confederación Mundial de Actividades Subacuáticas, CMAS.
Actualmente, la sede del CRAS se encuentra dentro del Club Atlético Provincial, cuya dirección es Bv. 27 de Febrero 2672, continuando así con la escuela de buceo más antigua de Rosario.

## Comisión Directiva Actual
Presidente: Fernando Cutillo
Vicepresidente: Adrián Foix
Secretaria: Clara Mitchell
Tesorero: Patricio Foix
Síndico titular: Carolina Melendo
Síndico Suplente: Walter Salcedo
Vocal titular 1: Analia Vecchio
Vocal titular 2: Rodrigo Mahon

## Miembros de comisiones directivas anteriores
Rafael Ranea 
Oscar Arijón
Horacio Argelec 
Miguel Sima 
Tito Alonso
Cesar Pedrotti 
Hugo Escalante Tomasino
Carlos Cañavatte
Walter Cardona
Julio Sanchez
Carlos Bellittieri
Mario Ruíz
Daniel García
Hermanos Cavagnaro (Eduardo y Guillermo)
Santiago Cancillieri